# Morawski (nazwisko)
Morawski – nazwisko szlacheckie (pochodzące od słowa Morawy, nazwy krainy geograficznej).

## Osoby i tym nazwisku
- Adolf Jan Morawski (1895–1940) – inżynier elektryk, profesor; internowany przez Rosjan
- Aleksander Morawski (1877–1930) – prawnik; wojewoda stanisławowski
- Anna Morawska (1922–1972) – publicystka katolicka
- Antoni Morawski (XVIII w.) – rzeźnik gnieźnieński; pułkownik
- Antoni Morawski (zm. 1887) – generał, dowódca brygady artylerii
- Antoni Morawski – profesor nauk technicznych
- Bogdan Morawski (ur. 1960) – polski chodziarz sportowy
- Dominik Morawski (ur. 1921) – publicysta, dziennikarz; aktor; działacz społeczny
- Edward Dzierżykraj-Morawski (1892–1961) – dyplomata; senator
- Eugeniusz Morawski-Dąbrowa (1876–1948) – kompozytor; malarz
- Feliks Jan Szczęsny Morawski (1818–1898) – literat, malarz, archeolog
- Feliks Morawski (1861–1929) – lekarz, działacz społeczny
- Franciszek Ignacy de Paula Morawski (1744–1790) – generał-lejtnant, pisarz wojskowy
- Franciszek Morawski (1783–1861) – poeta; generał, minister wojny
- Franciszek Morawski (1847–1906) – stolarz, działacz socjalistyczny
- Franciszek Morawski (1868–1938) – publicysta, poseł sejmu pruskiego
- Ignacy Feliks Morawski (1744–1790) – generał
- Janina Morawska (1897–1970) – literatka
- Jan Morawski (1633–1700) – jezuita, filozof; teolog
- Jan Morawski (1878–1940) – adwokat minister; sędzia Sądu Najwyższego
- Jan Morawski (1867–1929) – generał brygady, topograf
- Jan Nepomucen Morawski (przed 1744 – po 1794) – rzeźnik, powstaniec 1794; oficer; sybirak
- Józef Aleksy Morawski (1791–1855) – prezes Towarzystwa Kredytowego Ziemskiego
- Józef Maria Morawski (1888–1939) – romanista, profesor w Poznaniu
- Józef Agaton Morawski (1893–1969) – legionista; poseł
- Józef Nikodem Morawski (1813–1902) – poseł, członek Izby Panów
- Kajetan Dzierżykraj-Morawski (1892–1973) – ambasador; wiceminister skarbu RP; emigrant
- Kajetan Piotr Morawski (1817–1880) – polityk; poseł
- Karol Morawski (1767–1841) – generał
- Karol Morawski (1877–1960) – lekarz
- Kazimierz Morawski (1929–2012) – dziennikarz; lider ChSS i UChS
- Kazimierz Morawski (1922–2014) – ekonomista; przewodniczący Centralnej Komisji Rewizyjnej PZPR
- Kazimierz Morawski (1852–1925) – filolog klasyczny; rektor UJ; prezes PAU
- Kazimierz Marian Morawski (1884–1944) – historyk; monarchista; masonoznawca
- Leon Andrzej Morawski (1697–1780) – archidiakon gnieźnieński i poznański
- Maciej Morawski (ur. 1929) – dziennikarz, publicysta; działacz emigracyjny, korespondent Rozgłośni Polskiej Radia Wolna Europa
- Magdalena Morawska (1922–1944) – żołnierz Armii Krajowej, uczestniczka powstania warszawskiego
- Maria Barbara Morawska (1921–2007) – działaczka na rzecz praw człowieka
- Maria Morawska (1830–1889) – założycielka urszulanek w Polsce
- Marian Ignacy Morawski (1845–1901) – jezuita; filozof; profesor UJ
- Marian Józef Morawski (1881–1940) – jezuita; pisarz teologiczny
- Mikołaj Morawski (ok. 1743 – 1811) – poseł na Sejm Czteroletni; członek Rady Najwyższej Rządowej Litewskiej
- Piotr Morawski (1976–2009) – himalaista
- Seweryn Morawski (1819–1900) – arcybiskup metropolita lwowski
- Stanisław Morawski (1802–1853) – lekarz; pisarz, pamiętnikarz
- Stanisław Morawski (1901–1983) – leśnik
- Stanisław Morawski (ur. 1924) – funkcjonariusz Ministerstwa Spraw Wewnętrznych PRL
- Stefan Morawski (1921–2004) – filozof; teoretyk sztuki
- Tadeusz Morawski (1821–1888) – działacz społeczny i polityczny w Wielkim Księstwie Poznańskim
- Tadeusz Morawski (ur. 1940) – naukowiec, profesor; autor palindromów
- Tadeusz Leon Morawski (1893–1974) – polityk, poseł w II RP
- Teodor Morawski (1797–1879) – polityk, historyk, minister z 1831
- Teofil Morawski (1793–1854) – minister z 1831
- Witold Dzierżykraj-Morawski (1895–1944) – pułkownik kawalerii WP
- Witold Morawski (1919–1989) – harcerz; powstaniec warszawski
- Zdzisław Morawski (1859–1928) – minister dla Galicji; eseista historyczny
- Zofia Morawska (1904–2010) – działaczka społeczna, uhonorowana Orderem Orła Białego
- Zuzanna Morawska (1848–1922) – pedagog; autorka książek dla dzieci